# Ritratto di monsieur Bertin
Il Ritratto di monsieur Bertin è un dipinto (116.2 cm x 94.9 cm) di Jean-Auguste-Dominique Ingres realizzato nel 1832 e situato nel Museo del Louvre dal 1897.
Esso raffigura Louis-François Bertin, scrittore, collezionista d'arte, direttore del Journal des débats, nonché amico dell'artista. Noto membro dell'alta borghesia francese, Bertin simboleggia in quest'opera la visione fiduciosa del liberismo dominante nel regno di Luigi Filippo di Francia.

## Storia

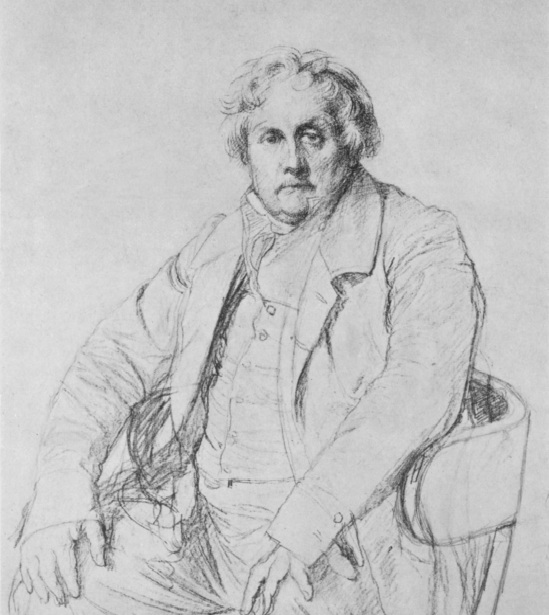
Ingres, Studio per il ritratto di monsieur Bertin (1832)

Nonostante disprezzasse i ritratti perché da lui considerati privi della grandezza dei soggetti dell'arte classica, Ingres fu sufficientemente motivato dal carattere determinato di Bertin da accettare l'incarico di realizzargli un ritratto su commissione.
Bertin era un sostenitore di Luigi Filippo e protetto da coloro che perseguivano la Restaurazione francese, nonché direttore della rivista Moniteur. In seguito ad una sua critica rivolta al concetto di assolutismo, il Journal des débats di sua proprietà divenne l'organo riconosciuto dell'opposizione liberal costituzionale. Nonostante ciò, diede il suo supporto alla Monarchia di luglio che seguì il 1830.
Durante la realizzazione del dipinto, avvenuta nel 1832, Bertin aveva sessantasei anni, ed entrò in contatto con il pittore grazie al figlio Édouard Bertin. Secondo altre testimonianze, ciò avvenne grazie a Étienne-Jean Delécluze.
Il Ritratto di monsieur Bertin venne esibito per la prima volta al Salon nel 1833, dove ricevette rapidamente il plauso generale della critica e divenne una delle sue opere di maggior successo. Il dipinto contribuì inoltre ad aumentare la reputazione di Ingres in qualità di ritrattista.
Secondo le testimonianze, l'opera apparì come una «irrequieta forza della natura» dovuta alla sua monumentalità che «sembra emergere dalla tela». Il realismo pressoché fotografico dell'opera ricevette molta attenzione, malgrado alcuni lo avessero reputato un "affronto" al romanticismo. La storica dell'arte Geraldine Pelles lo definì: «intenso, sospettoso, e aggressivo»; qualcun altro sottolineò invece il realismo dell'opera osservando che «questo è un dipinto che parla e cammina».

## Descrizione e stile

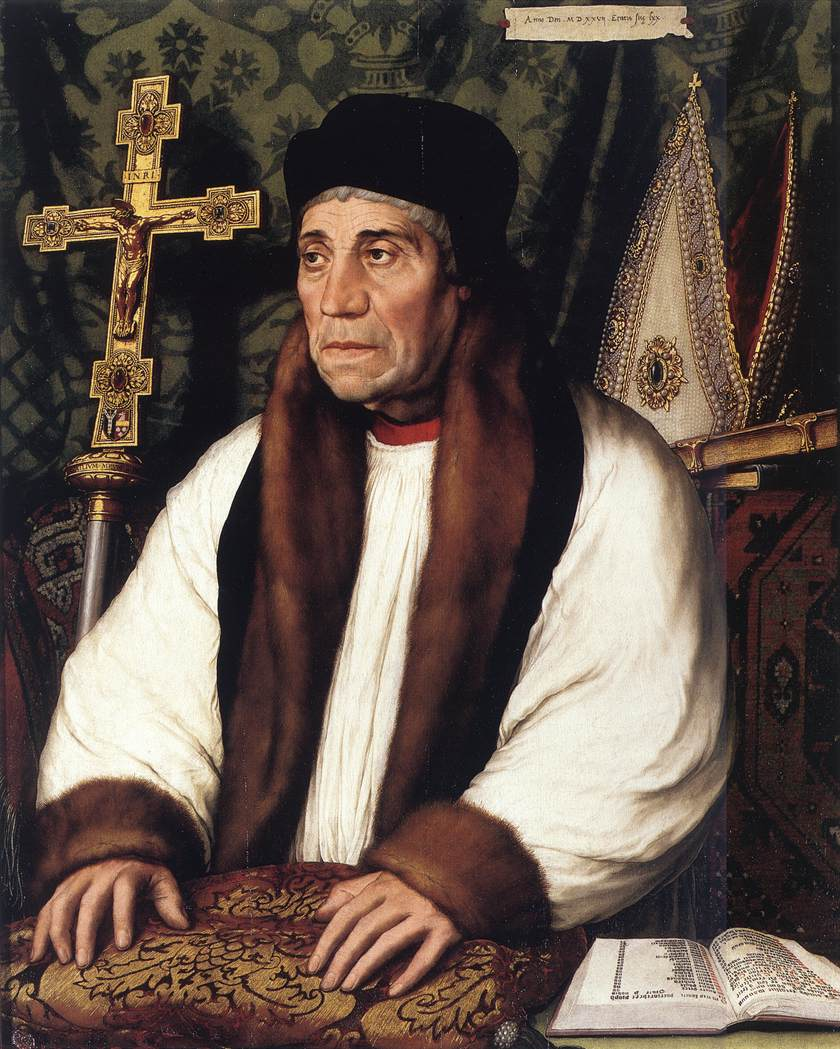
Hans Holbein il giovane, Ritratto di William Warham (1527). Così come nell'opera di Ingres, questo dipinto presenta colori scuri e freddi. Come messo in evidenza dalla cura con cui sono stati realizzati i dettagli della vecchiaia dell'uomo e delle sue dita, questo dipinto potrebbe aver influito nel ritratto di Ingres

Bertin è mostrato a tre quarti di profilo e seduto su una sedia mentre le sue dita, tarchiate e quasi serpeggianti, si posano sulle ginocchia. Le dimensioni del suo corpo massicce sono messe in risalto dal suo stretto abito nero. Indossa una cravatta larga che gli copre del tutto il collo, un gilè di raso, un orologio dorato, mentre nella sua tasca sinistra sono visibili un paio di occhiali. Bertin è inchinato leggermente in avanti. Il suo atteggiamento è imponente e scruta l'osservatore con uno sguardo deciso, accorto, e ironico. La sua espressione facciale dà l'impressione che sia intenzionato a parlare e che abbia le idee chiare su ciò che dirà. Il soggetto è stato immortalato con grande cura, specialmente nei dettagli che evidenziano l'influenza del tempo nel suo aspetto, quali le rughe ed i capelli sfolti e bianchi. Le braccia dell'uomo riflettono la luce che proviene dall'alto a sinistra.
Il dipinto è stato reso soprattutto con colori scuri quali il nero, il grigio, e il marrone, con l'eccezione del colletto e delle maniche, entrambi di colore bianco, del rosso per il cuscinetto della sedia, e del colore rossastro della sedia illuminata. La bocca del soggetto, che appare rivolta verso il basso a sinistra e verso l'alto a destra, contribuisce a dividere orizzontalmente il dipinto e a renderlo fortemente simmetrico.
Lo sfondo dorato e marrone illuminato a destra è decorato solamente da un motivo a greca visibile verso il basso; secondo il critico Robert Lubar, il colore dorato suggerisce un senso di monumentalità e contribuisce a rendere l'opera una "icona moderna".
Il ritratto è firmato, a caratteri maiuscoli, J.Ingres Pinxit 1832 in alto a sinistra mentre a destra è visibile la scritta L.F. Bertin. La cornice che tuttora inquadra il dipinto è quella originale, e si pensa che sia stato lo stesso Ingres ad eseguirla: rappresenta animali intrecciati intorno ad una pianta di vite, e si colloca felicemente nella tradizione francese di collocare ritratti maschili austeri in cornici riccamente incise, come osservato dagli storici dell'arte Paul Mitchell e Lynn Roberts. La cornice ricorda molto da vicino quella eseguita da Raffaello nel 1514–15 per il Ritratto di Baldassarre Castiglione, opera che pure influenzò Ingres, specialmente nella scelta dei colori.

## Ispirazione
L'opera sembra ispirata a tanti modelli, tutti diversi tra loro. Il volto è forse ripreso da quello dell'Autoritratto con Allegoria della Pittura (1650) di Poussin, così come alcuni dettagli quali le rughe del volto,, mentre il riflesso della finestra, visibile sul bracciolo della sedia di Bertin è ispirato al Ritratto di Leone X con i cardinali Giulio de' Medici e Luigi de' Rossi (ca. 1519) di Raffaello, dove la luce proveniente da una finestra si riflette sul pomello della sedia del papa.
Alcuni paragonarono l'opera con la pittura fiamminga sostenendo che essa servì ad approfondire il profilo psicologico di Bertin. Un critico dell'epoca paragonò il quadro allo stile di Balthasar Denner, un pittore realista fortemente ispirato a Jan van Eyck. Riferendosi a Denner, Robert Rosenblum dichiarò: